# Maladera unguicularis
Maladera unguicularis är en skalbaggsart som beskrevs av Brenske 1898. Maladera unguicularis ingår i släktet Maladera och familjen Melolonthidae. Inga underarter finns listade i Catalogue of Life.